# 奉信企業
奉信企業股份有限公司，簡稱奉信企業股份和奉信企業（香港和台灣譯名為「雞仔牌」，東證1部：4951），在1946年，由鈴木家族成立名為「奉信化學工業所」，首創製作「詩樂丹防蚊液」。1948年，改組註冊公司為「奉信化學工業股份有限公司」，1982年，改組為「奉信化工股份有限公司」，2007年更名為「奉信企業股份有限公司」。
該公司在1984年於JASDAQ上市。在1986年轉在東京證券交易所第2部上市，後在1991年轉在1部上市。
董事長為鈴木喬，首席營運官為鈴木貴子（前日產汽車首席營運官），是在2015年1月31日，接替退任為執行董事小林寬三，同時為鈴木喬姪女，也是首位日本上市企業女性工作。
業務在全球經營生產和銷售空氣清新劑、防蚊液、除濕機等其他各類產品。
在2010年，該公司以每股451日圓（40.049港元）收購福馬股份25.92%股權，發行配股為358萬股，集資額為16.14億日圓（1.43億港元），完成後，福馬股份成為該公司旗下滅蟲產品公司。

## 外部連結
- st-c.co.jp（雞仔牌 為你達到清新空氣） （页面存档备份，存于）
- st-sendenbu.com（奉信企業宣傳網） （页面存档备份，存于）